# Happy Now (Take That)
Happy Now è un singolo della boy band britannica Take That, terzo estratto dal loro sesto album, Progress, diffuso alla radio dal 6 aprile 2011.

## Tracce
Singolo CD
1. Happy Now (Album Version)
2. Happy Now (Paul Oakenfold Remix)
3. Happy Now (Benny Benassi Remix)
4. Happy Now (Paul Oakenfold Radio Edit)
5. Happy Now (Benny Benassi Radio Edit)